# Deipnosofisti
I deipnosofisti (o dipnosofisti) o I dotti a banchetto (in greco antico: Δειπνοσοφισταί?) è un'opera in quindici libri dello scrittore greco Ateneo di Naucrati.

## Struttura

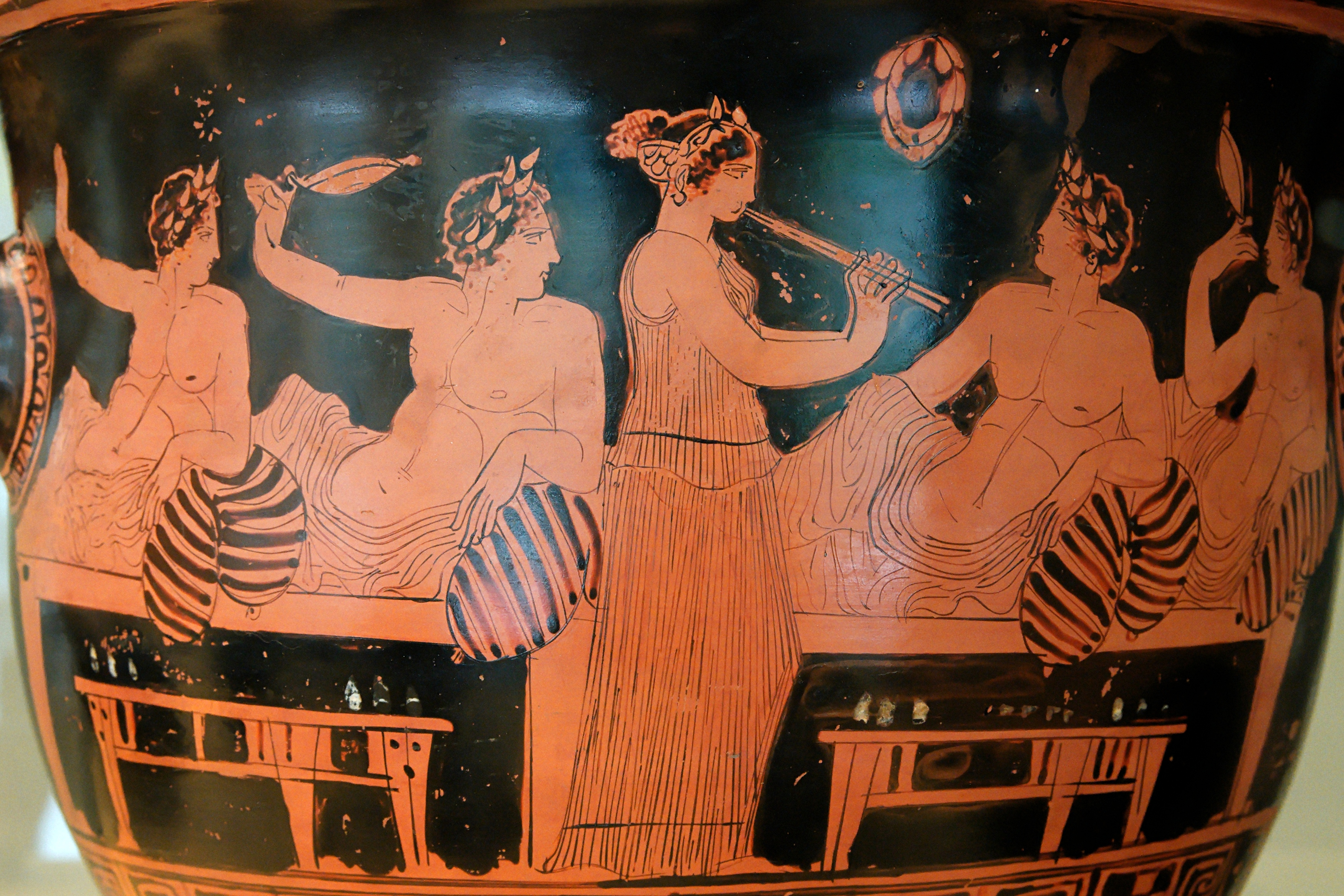
Scena di simposio in un cratere a campana a figure rosse (Pittore di Nikias, V secolo a.C.)

Le prime settanta pagine sopravvivono in forma epitomata: dopo una chiosa a mo' di introduzione dell'epitomatore, l'opera vera e propria inizia con un incipit in forma di dialogo (come il Simposio di Platone), in cui si riporta il racconto che l'autore fa all'amico Timocrate di un banchetto in casa del ricco letterato romano Publio Livio Larense, amministratore sotto Commodo e protettore di Ateneo:
Ateneo: "C'ero io stesso, Timocrate".

Timocrate: "Vuoi consentirci di partecipare a quel nobile discorso in cui avete vuotato le tazze? Perché 'a chi tre volte pulisce la bocca gli dei danno una parte migliore', come, credo, dica il poeta di Cirene. O dobbiamo chiedere a qualcun altro?".»
(I 2ab, - trad. A. D'Andria)
Questo sontuoso banchetto vede presenti, per più giorni, oltre all'autore, ventinove esperti di varie discipline, tra i quali:
Presenti, anche, erano Plutarco, Leonida di Elide, Emiliano Mauro e Zoilo, il più spiritoso dei filologi. 
Di filosofi c'erano Ponziano e Democrito, entrambi di Nicomedia, eccellenti per vasta erudizione; Filadelfo di Tolemaide, un uomo non solo allevato nella contemplazione filosofica, ma anche di provata esperienza nella vita in generale. Dei cinici ce n'era uno che chiamavano Cinulco, che non solo "due segugi seguivano", come Telemaco che andava in assemblea, ma molti di più di quanto lo fossero nella muta di Atteone. 
Di oratori c'era una compagnia numerosa come quella dei Cinici, contro i quali, così come tutti gli altri oratori, inveiva Ulpiano di Tiro. […] 
E tra i medici c'erano Dafno di Efeso, di carattere puro così com'era consacrato alla professione, non dilettante nella sua comprensione delle dottrine dell'Accademia; Galeno di Pergamo, che aveva pubblicato più opere di filosofia e di medicina di tutti i suoi predecessori, e nell'esposizione della sua arte eccellente come qualunque degli antichi e anche Rufino di Nicea. E c'era anche un musicista, Alcide di Alessandria.»
(I 1c-f, con tagli - trad. A. D'Andria)
In base agli spunti forniti dal banchetto in sé o, più spesso, dagli argomenti che gli altri convitati vanno toccando, si snodano i dotti interventi dei “sapienti”, ansiosi di sfoggiare la loro enciclopedica cultura sui più disparati argomenti, quali la filosofia, il diritto, le lettere, le scienze, la danza, l'amore, la culinaria e molto altro ancora. Si passa dai vini e i bagni (libri I-II) a battute, musica di intrattenimento e spettacoli grandiosi dell'antichità (libri III-V); da parassiti, schiavi e adulatori celebri (libro VI) a pesci, vegetali e uccelli (libri VII-IX), per continuare con vari vizi, come gola, lusso, amore, prostituzione e omosessualità (libri X-XIII) e finendo con intrattenimenti e profumi (libri XIV-XV).
Nello specifico, i libri I-III costituiscono una sorta di "antipasto": dopo l'introduzione dialogica e di presentazione di cui si è detto, si parla degli autori che scrissero di simposi, per poi toccare la vita degli eroi omerici e descrivere vini e specialità del mondo greco (libro I), con le differenze tra vino e acqua, la descrizione di una sala da pranzo e una rassegna degli antipasti tipici, come frutta e cibi da sgranocchiare (libro II). Chiude la rassegna degli antipasti un elenco completo dei frutti di mare, delle fritture, pane, antipasti di pesce salato e frittate (libro III).
Dal IV libro Ateneo inizia a descrivere il banchetto vero e proprio: infatti si inizia parlando di banchetti e simposi celebri, anche eccessivi, passando poi a discettare di cuochi e strumenti musicali. Dal banchetto privato, l'autore passa a quello pubblico e a quello omerico, per criticare i simposi letterari precedenti, da Platone a Senofonte a Epicuro. I libri VI-VIII trattano di pesci, con puntate sui parassiti e gli adulatori (libro VI), i cuochi celebri e la critica all'edonismo (libro VII) e chiudendo questo trittico con i mirabilia sui pesci, i celebri mangiatori di pesce e il punto di vista medico e dietetico sulla dieta di pesce.Il libro IX tratta della carne, passando in rassegna salumi e carni in generale, non escludendo la cacciagione e l'arte dello scalco.
Nel dittico X-XI, Ateneo si occupa dei vini, trattando dell'ubriachezza, dei grandi bevitori e dei giochi legati al simposio, non risparmiando il catalogo delle coppe da vino e, a proposito di simposio, avviando una serrata analisi del Simposio di Platone. Il discorso si fa più salace nei libri XII-XIII, quando l'autore descrive eccessi e stranezze legate al lusso e si concentra in un libro monografico (il XIII) sulle donne, parlando di celebri etere del passato e dei loro amanti. Infine, per chiudere il simposio, Ateneo parla dei dessert come dolci, frutta, formaggi e dell'arte pasticciera (libro XIV) e terminando con il cottabo, le corone, i profumi, riportando una raccolta di scolii attici. L'opera si conclude bruscamente, sicuramente per un guasto della tradizioneː
«Che cosa, sia che tu inizi o finisca un lavoro, / è migliore di ciò di cui hai più bisogno?»»
(trad. A. D'Andria)

## Importanza dell'opera
L'opera fu pubblicata dopo la morte di Commodo (192 d.C.), del quale si parla con un notevole disprezzo nel libro XII, e dopo la morte di Ulpiano, uno dei convitati, che dovrebbe essere il celebre giurista morto nel 228. Gli interventi sono regolarmente corredati da precise e complete citazioni tratte da una mole sterminata di opere (sono più di settecento gli autori citati), fra le quali trovano maggior spazio quelle attinenti al teatro, sia tragico sia (soprattutto) comico, per un totale che supera i mille titoli ed i dodicimila versi riportati.
In realtà, l'importanza di Ateneo è, si può dire, inversamente proporzionale alla sua fortuna come autore. Scrivendo nella tradizione del simposio filosofico, Ateneo volta le spalle alla prosa elegante di Platone, alla chiara narrazione di Senofonte, alle discussioni mirate di Plutarco, e sceglie, invece, di presentare la sequenza del pasto e simposio attraverso le citazioni. I suoi commensali citano puntualmente autori precedenti per gli alimenti in offerta: le citazioni, poi, sono talvolta assemblate in stringhe, a volte raccolte in liste che possono o non possono essere ordinate in ordine alfabetico; a volte, infine, sono racchiuse in una vera e propria discussione. I Deipnosophistai, dunque, da una parte sono un'opera di non facile lettura, dall'altra sono un "deposito" molto utile di citazioni di un gran numero di autori, molti dei quali altrimenti perduti, per non parlare delle informazioni che forniscono sulla storia della pratica simposiale nel mondo greco, la storia degli studi e la ricezione della letteratura greca sotto l'Impero romano.

## Edizioni
- (GRC, LA, IT) Ateneo Naucratita, I deipnosofisti. I dotti a banchetto, a cura di Luciano Canfora, introduzione di Christian Jacob, 4 voll., 1ª ed., Roma, Salerno Editrice, 2001, ISBN 88-8402-355-6.